# Eritroaszkorbinsav
Az eritroaszkorbinsav (más néven izo-aszkorbinsav, d-eritroaszkorbinsav vagy E315) az aszkorbinsav sztereoizomerje. Iparilag cukorból állítják elő. Az élelmiszeriparban antioxidáns tulajdonsága miatt széles körben használják. A szervezetben kifejtett hatása csak a C-vitamin 5%-a, vagyis vitaminforrásként szinte elhanyagolható jelentőségű. Nincs ismert mellékhatása, és nincs megengedett napi maximum beviteli mennyisége sem, mert a fölösleg (a C-vitaminhoz hasonlóan) vizelettel távozik a szervezetből.

## Külső
- http://www.food-info.net/uk/e/e315.htm
- Erythorbic Acid Wuzhou International Co., Ltd.